# Kostel Božího Těla (Stará Červená Voda)
Římskokatolický farní kostel Božího Těla
se nachází v obci Stará Červená Voda na Jesenicku. Jde o památku zapsanou do
Ústředního seznamu nemovitých kulturních památek ČR (číslo rejstříku ÚSKP 32405/8-2147).

## Historie a popis
Farní správa zde byla zřízena brzy po založení vesnice ve 13. století a je tak jednou z nejstarších v okolí. Původní farní kostel byl zasvěcen Panně Marii. V 17. století sem přicházeli poutníci uctívat oltářní obraz Matky Boží. V blíže neurčené době kostel vyhořel.
Nejstarší přední část kostela pochází z 13. století. Loď s věží z roku 1753 je dokladem barokní architektury patřící k nisskému okruhu. Zvon je z roku 1796. Před kostelem se nachází cenný barokní sloup Nejsvětější Trojice z první poloviny 18. století, který je památkově chráněn spolu s kostelem.

## Fotogalerie

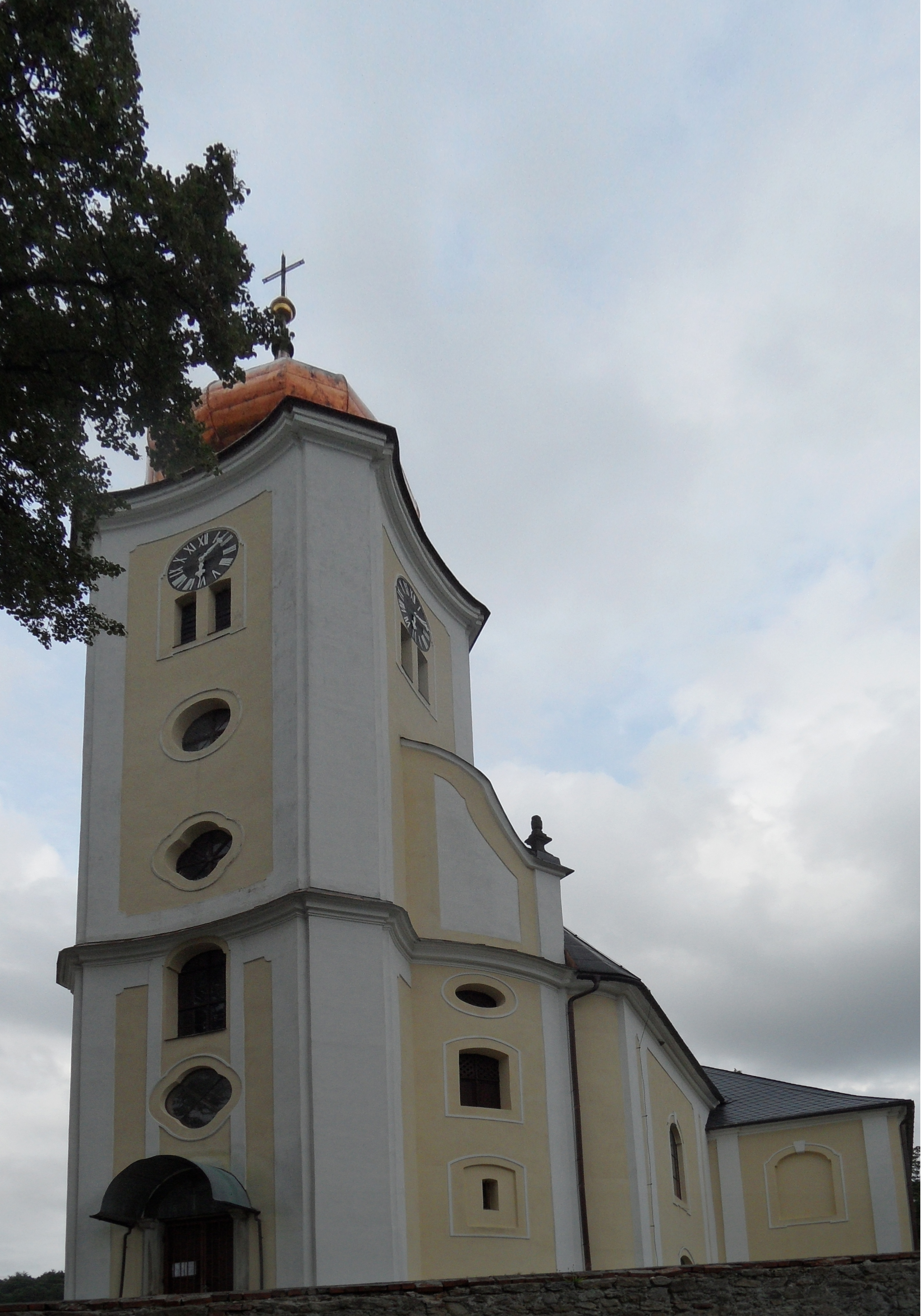
Věž kostela Božího těla
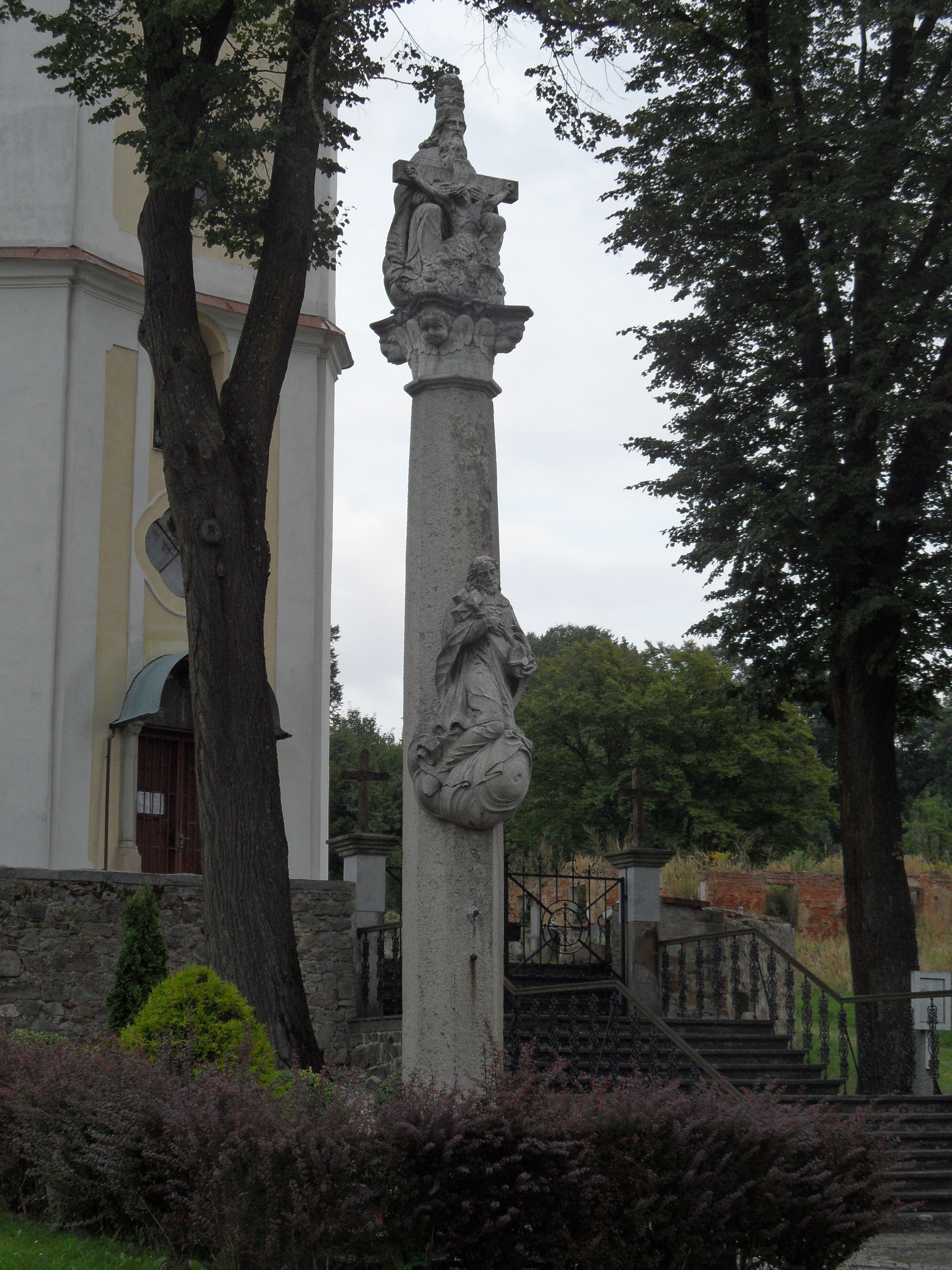
barokní sloup Nejsvětější Trojice
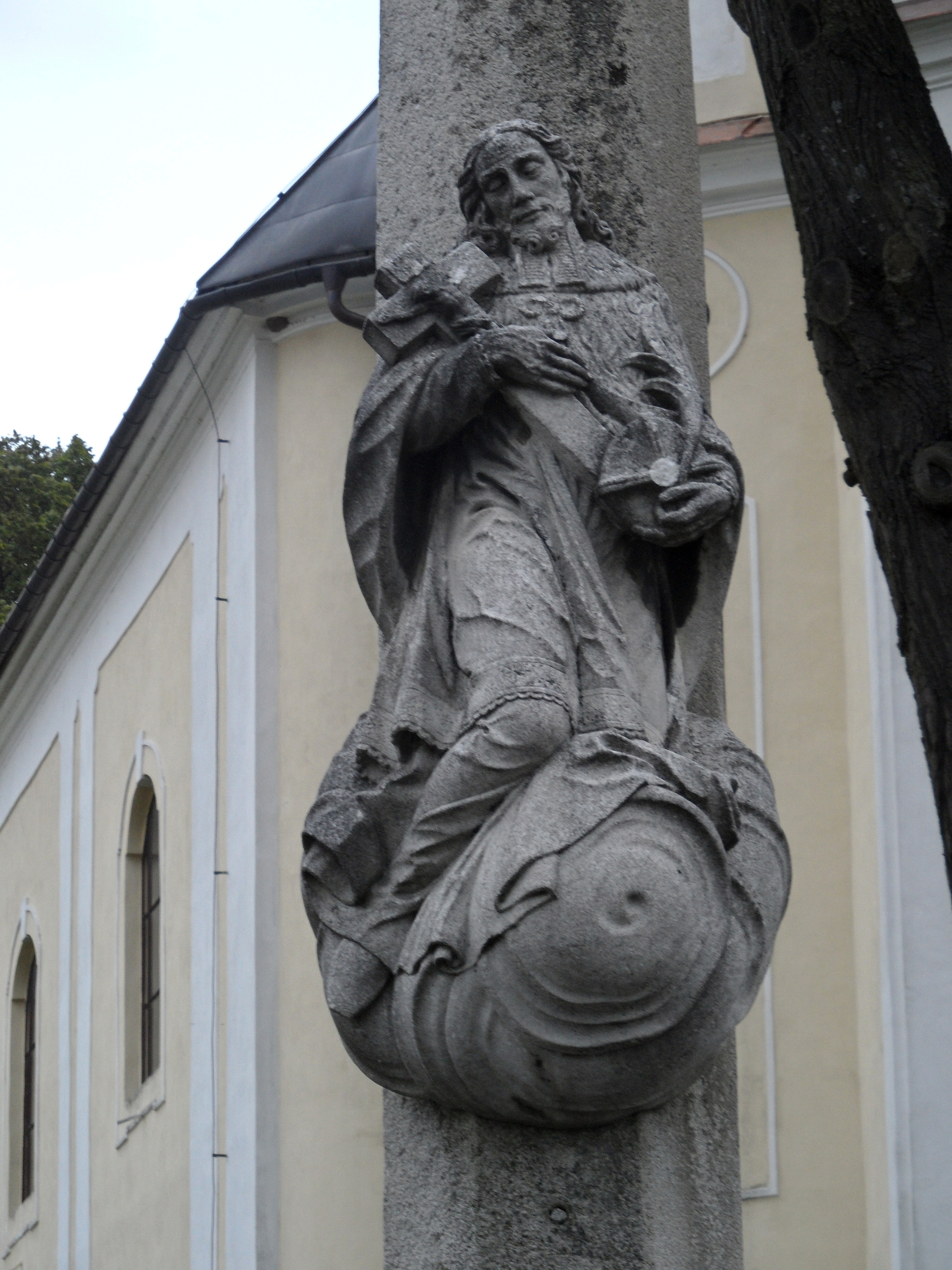
detail sloupu Nejsvětější Trojice
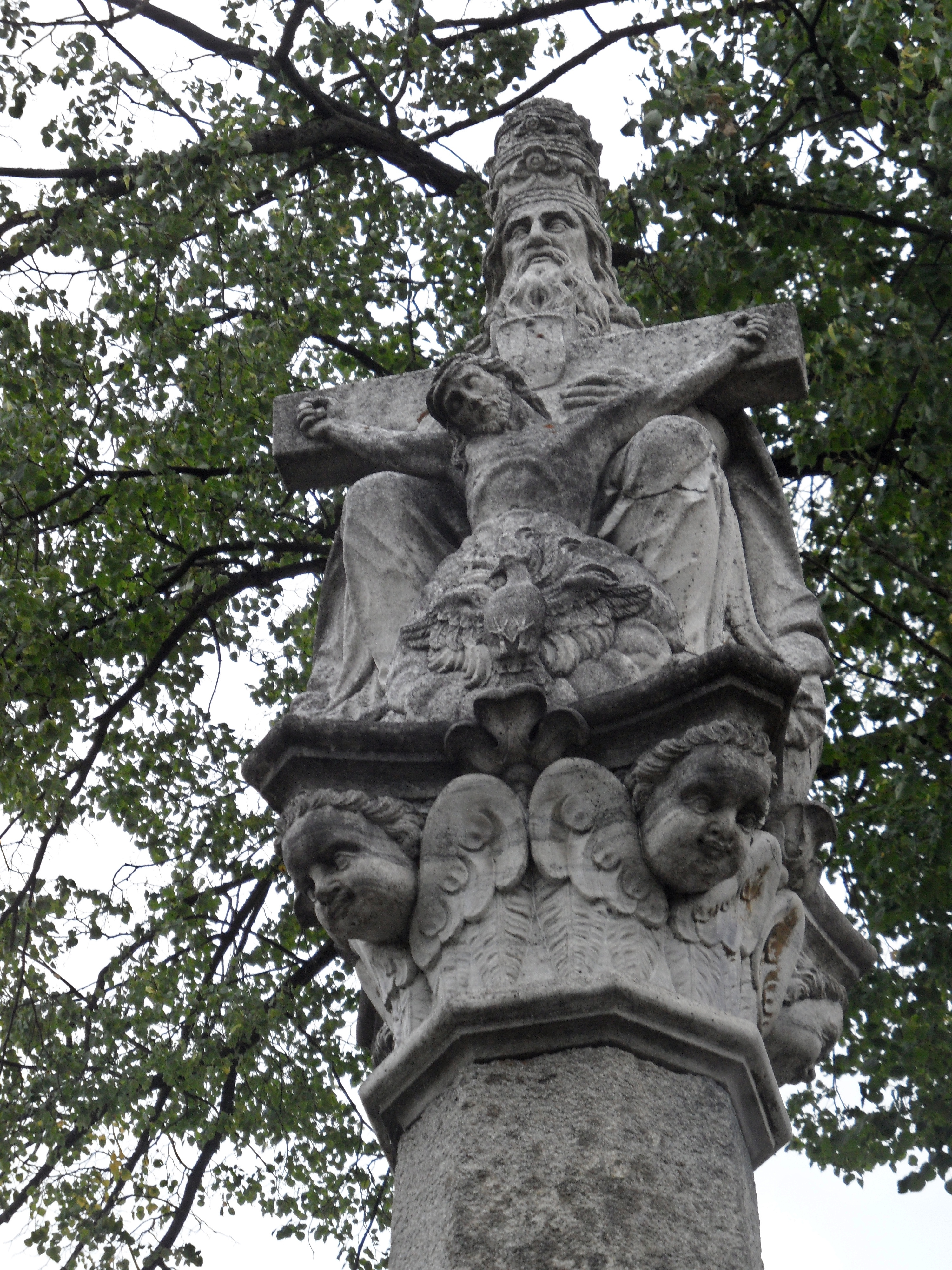
detail sloupu Nejsvětější Trojice